# 叙德劳
叙德劳是德国石勒苏益格－荷尔斯泰因州的一个市镇。总面积8.86平方公里，总人口756人，其中男性386人，女性370人（2011年12月31日），人口密度85人/平方公里。